# Mythicomyia armata
Mythicomyia armata är en tvåvingeart som beskrevs av Cresson 1915. Mythicomyia armata ingår i släktet Mythicomyia och familjen svävflugor. Inga underarter finns listade i Catalogue of Life.